# Peter Dávid

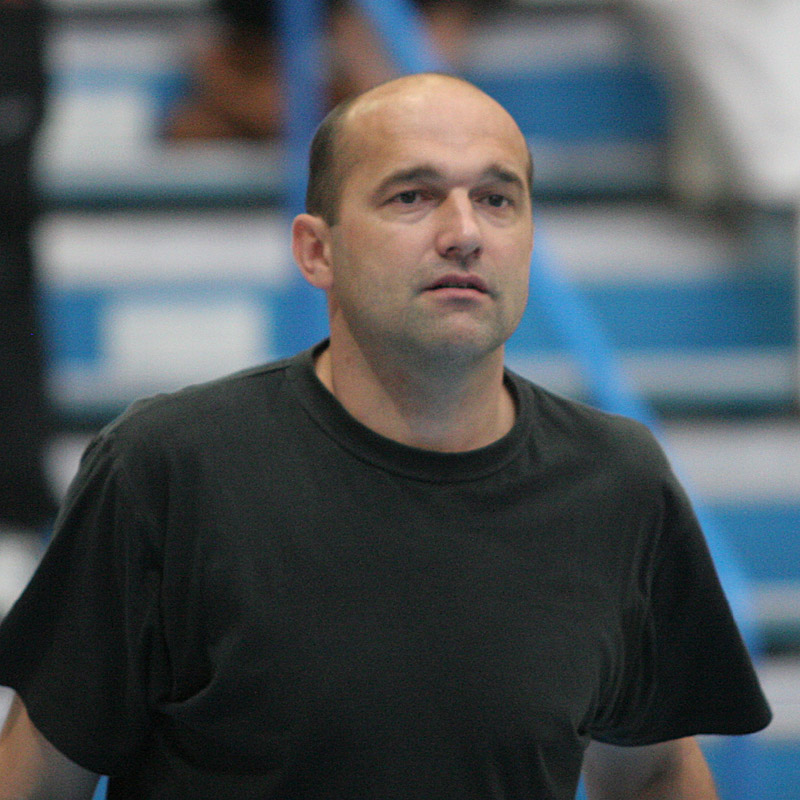
Peter Dávid

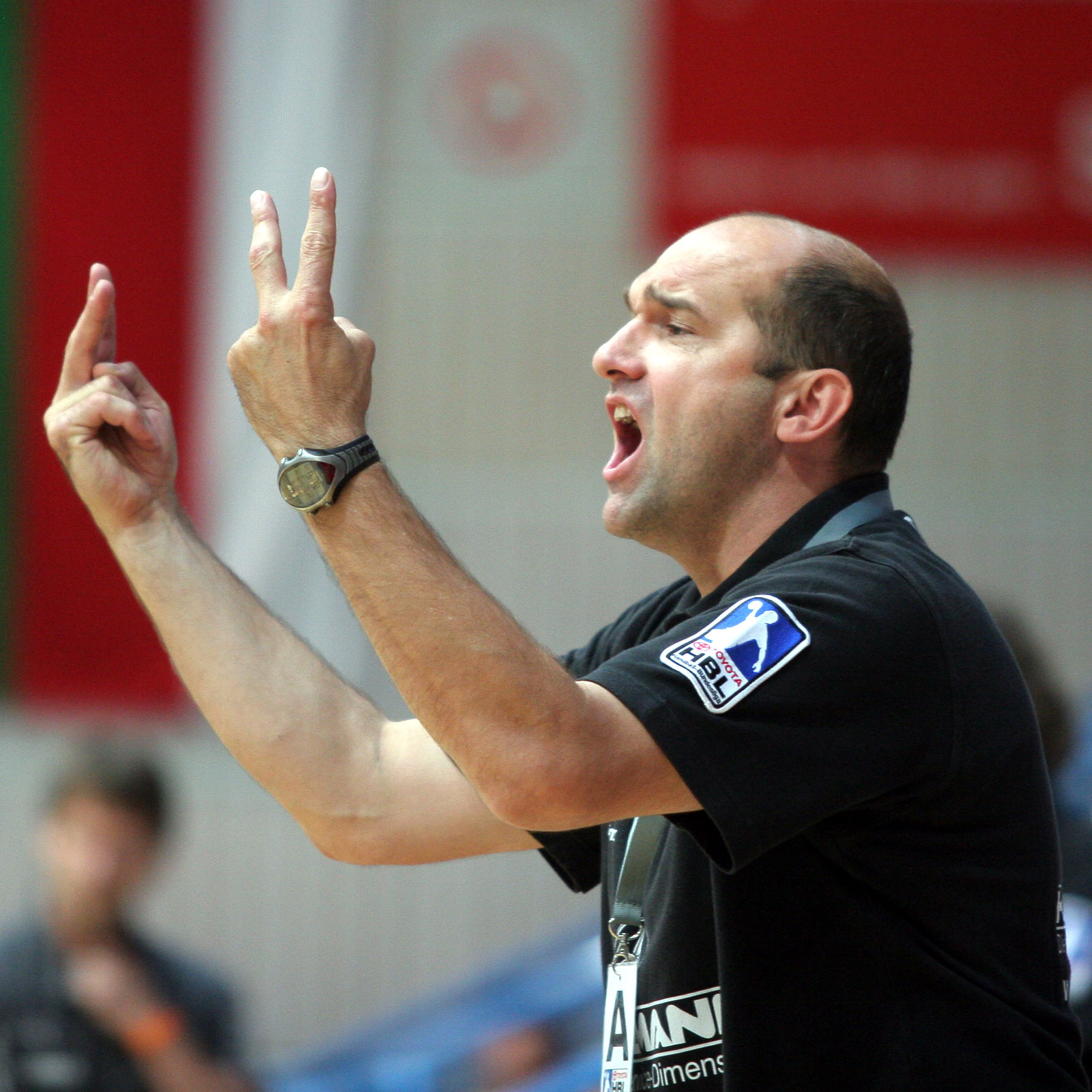
Peter Dávid während eines Bundesligaspiels

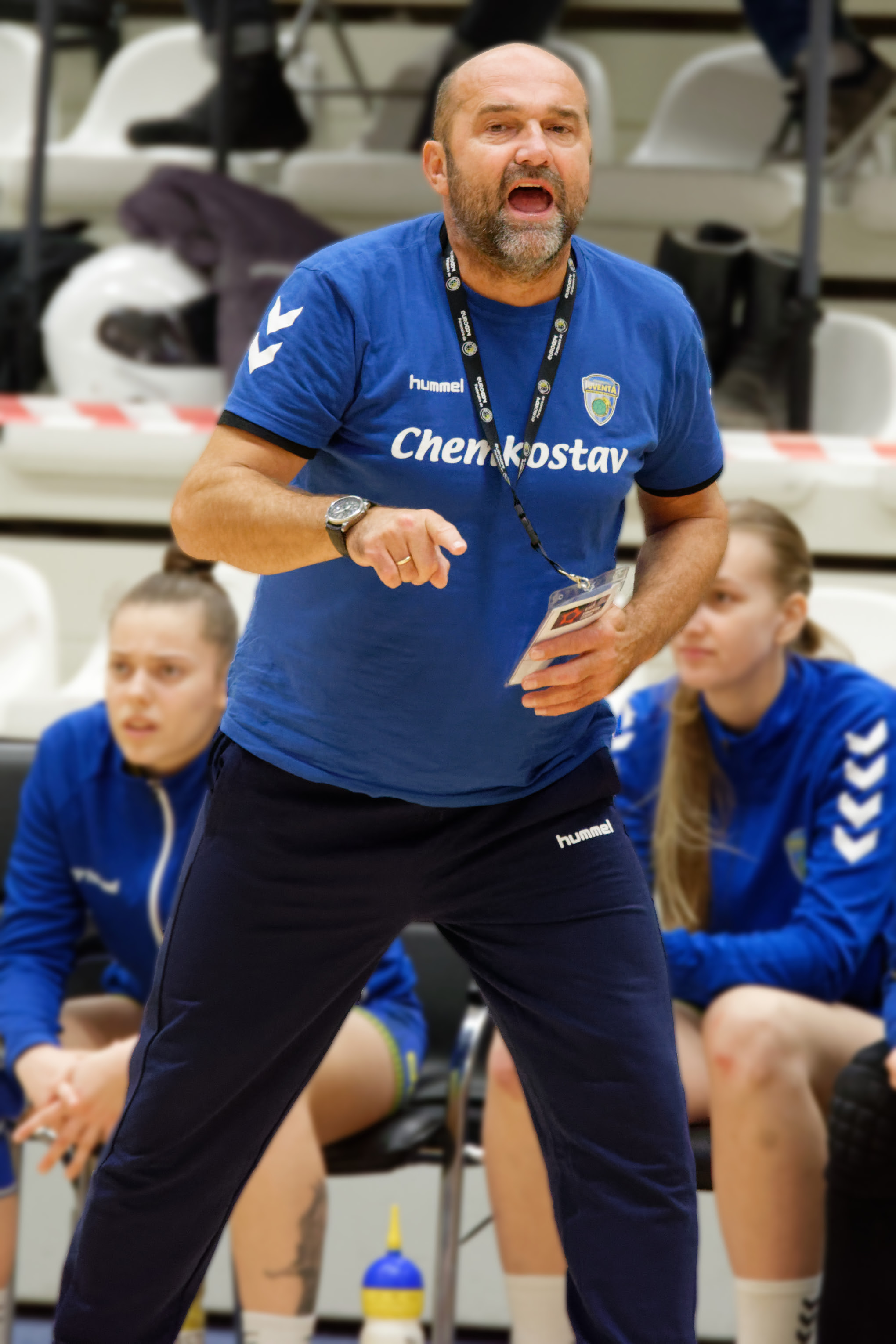
Peter Dávid, Trainer der Mannschaft von IUVENTA Michalovce (2020)

Peter Dávid (* 17. April 1966) ist ein slowakischer Handballtrainer und ehemaliger -spieler.
Er bestritt für die tschechoslowakische Handballnationalmannschaft 66 Länderspiele und nach deren Auflösung weitere 43 Länderspiele für die Slowakei. 1986 wurde er mit Dukla Prag tschechoslowakischer Meister. Acht Jahre später gewann er mit Trnava in der Slowakei das Double aus Meisterschaft und Pokal.
Seit 1995 lebt Dávid in Deutschland, wo der Diplom-Sportlehrer eine Karriere als Handballtrainer einschlug. Nach Stationen in Kirchzell, Aschaffenburg und bei der SG Werratal 92 war er als Trainer der Damenmannschaft des Bundesligisten HSG Sulzbach/Leidersbach tätig. Von 2008 bis 2013 war Peter Dávid Trainer der Bundesligamannschaft des TV Großwallstadt, zunächst als Co-Trainer und ab 2009 bis Dezember 2009 zusammen mit Ulrich Wolf Trainer. Seit dem 1. Januar 2010 war er erneut Co-Trainer und seit dem 30. November 2010 – nach der Entlassung von Michael Biegler – wieder Trainer. Außerdem trainierte er die A-Jugend des Handballleistungszentrums (HBLZ) Großwallstadt. Am Ende der Saison 2012/13 stieg er mit dem TVG aus der Bundesliga ab, woraufhin sein auslaufender Vertrag nicht verlängert wurde. In der Saison 2014/15 trainierte er den slowakischen Erstligisten HT Tatran Prešov, der unter seiner Leitung die slowakische Meisterschaft und den slowakischen Pokal gewann. Seit Ende 2015 trainiert er die tschechische Frauenmannschaft von DHK Baník Most. Baník Most gewann unter seiner Leitung 2016 sowohl die tschechische Meisterschaft als auch den tschechischen Pokal.
Von Februar 2012 bis 2013 trainierte Dávid zusätzlich die slowakische Nationalmannschaft.
Peter Dávid ist verheiratet und hat zwei Kinder.